# 21-hidroksisteroid dehidrogenaza (NADP+)
21-hidroksisteroid dehidrogenaza (+) (EC 1.1.1.151, 21-hidroksi steroidna dehidrogenaza, 21-hidroksi steroid (nikotinamid adenin dinukleotid fosfat) dehidrogenaza, 21-hidroksi steroid dehidrogenaza (nikotinamid adenin dinukleotid fosfat), NADP+-21-hidroksisteroidna dehidrogenaza) je enzim sa sistematskim imenom 21-hidroksisteroid:NADP+ 21-oksidoreduktaza. Ovaj enzim katalizuje sledeću hemijsku reakciju
pregnan-21-ol + NADP+ {\displaystyle \rightleftharpoons } pregnan-21-al + NADPH + H+
21-Hidroksisteroidna dehidrogenaza deluje na brojne 21-hidroksikortikosteroide.

## Literatura
- Nicholas C. Price; Lewis Stevens (1999). Fundamentals of Enzymology: The Cell and Molecular Biology of Catalytic Proteins (Third изд.). USA: Oxford University Press. ISBN 019850229X.
- Eric J. Toone (2006). Advances in Enzymology and Related Areas of Molecular Biology, Protein Evolution (Volume 75 изд.). Wiley-Interscience. ISBN 0471205036.
- Branden C; Tooze J. Introduction to Protein Structure. New York, NY: Garland Publishing. ISBN 0-8153-2305-0.
- Irwin H. Segel. Enzyme Kinetics: Behavior and Analysis of Rapid Equilibrium and Steady-State Enzyme Systems (Book 44 изд.). Wiley Classics Library. ISBN 0471303097.

## Spoljašnje veze
- 21-hydroxysteroid+dehydrogenase+(NADP+) на 